# پیتر پایلو (زاده ۱۷۵۷)
پیتر پایلو (زبان انگلیسی: Peter Paillou) یک نقاش و مینیاتور بریتانیای بود. پایلو متولد ۱۷۵۷ میلادی بود و در سال ۱۸۳۱ یا ۱۸۳۲ از دنیا رفت.

## زندگی و کار
پائیلو فرزند یک نقاش تاریخ و طبعیت همنام خود، به نام پیتر پایلو بود که گمان می‌رود قبل از مهاجرت به انگلیس در فرانسه متولد شده است.
او ۲۰ سال قبل از انتقال به گلاسگو به مدت ۲۰ سال در لندن نقاشی را فرا گرفت و تمرین کرد